# Dị vật dạ dày
Dị vật dạ dày (tiếng Anh: bezoar) là vật thể bị mắc kẹt trong ống tiêu hóa, đôi khi là ở một số cơ quan khác trong cơ thể. Có một vài loại dị vật khác nhau, chúng có thể cấu thành từ các hợp chất vô cơ hoặc hữu cơ. Một số dị vật dạ dày động vật được đồn thổi là có giá trị, chẳng hạn như cát lợn.